# АЗЛК серии С-(x)
АЗЛК-2141 серий С-1 и С-3 («эс один», «эс три») — семейство  пробных (экспериментальных) легковых автомобилей, спроектированных и собранных на заводе АЗЛК в Москве во второй половине 1970-х годов. В силу различных обстоятельств в серию ни один из них не пошёл..

## История создания
К середине 1970-х годов постепенно стало очевидным, что разработка Москвичей серии 3-5 зашла в тупик: «машины получались грубыми, устаревшими», запланированные сроки освоения их в серийном производстве оказались сорваны из-за внутренних проблем завода и трений с отраслевым министерством. Работу над моделью, предназначенной для замены на конвейере устаревшего «Москвича-412», пришлось начинать сначала.
Ещё в середине 1974 года, всё ещё параллельно с продолжением работы над образцом серии «3-5-6», были выполнены эскизы модели «3-5-7», а в ноябре того же года был построен первый пластилиновый макет, получивший условное название «Дельта». Это был поисковый макет, сам по себе не имевший особой перспективы, тем не менее, многие его черты впоследствии были использованы при разработке серии С.

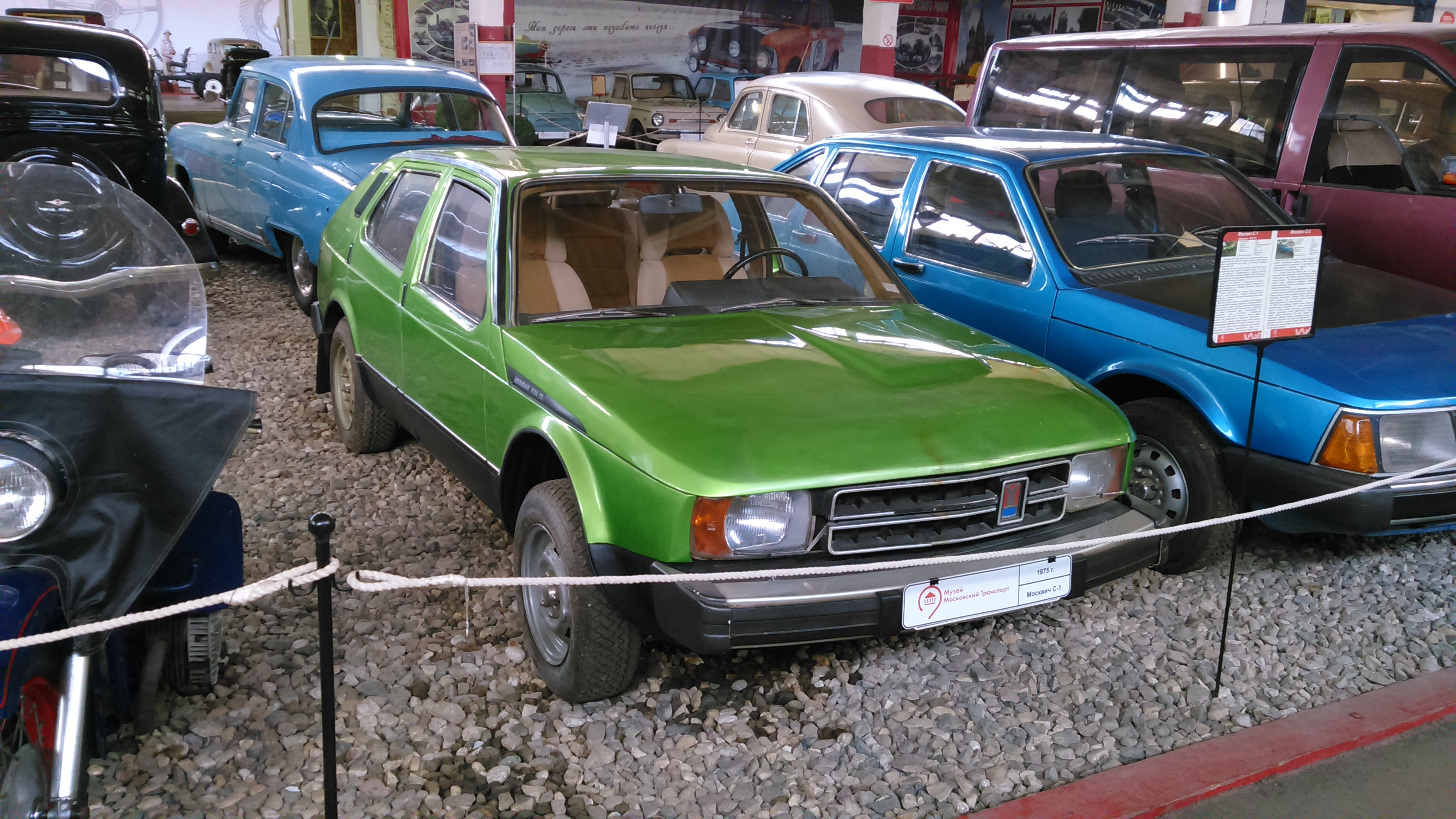
«Meridian» С-1 в Музее московского транспорта.

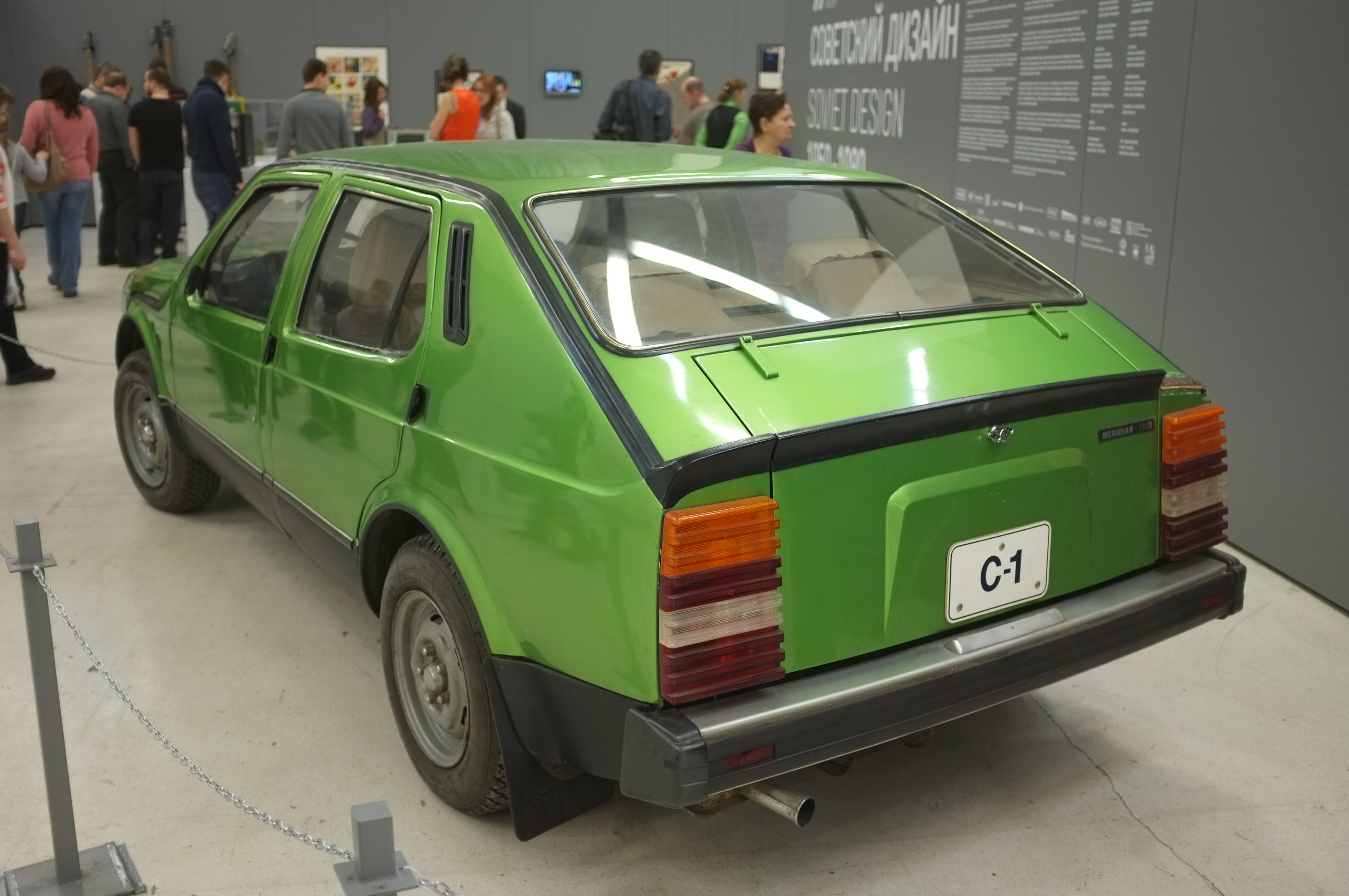
С-1, вид сзади.

В феврале 1975 года в сжатые сроки (3 недели) был построен полноразмерный макет первого автомобиля в серии — С-1 (первоначально обозначался, как 3-5-8). Кузов был типа фастбэк — двухобъёмный, но имеющий обычный багажник седана вместо пятой двери хетчбэка. В те годы модификации с таким кузовом имелись у таких автомобилей, как Volkswagen Passat B1 или Citroen CX, а из современных моделей такой кузов имеет Mercedes-Benz CLSen:Image:2006-Mercedes-Benz-CLS55-AMG-1.jpg. Авторы технического задания посчитали, что большая дверь в задке будет способствовать выстуживанию салона при открывании.

С-1 на испытаниях.

Салон С-1 был выполнен с использованием импортных приборов (фирмы Jaeger, производившей грузовики), они просто были на складе

Было применено немало интересных находок, так, для размещения высокого двигателя УЗАМ в капоте была сделана большая подштамповка слева по ходу движения, что позволило понизить линию капота в целом (тем не менее, передняя часть всё равно оказалась излишне громоздкой). Боковая стойка кузова была целиком вынесена на его внешнюю поверхность, что придавало автомобилю необычный, футуристичный внешний вид.
В целом, дизайн автомобиля характеризовался достаточно ярко выраженной динамичностью и даже спортивностью, что было обусловлено такими деталями, как обратный наклон решётки радиатора и клиновидные обводы кузова фастбэк, хотя по уровню проработки явно не дотягивал до серийной модели.
Макет был продемонстрирован руководству завода 22 февраля 1975 года, работа была признана «прорывной». Было принято решение переходить к постройке опытных образцов. В конце декабря 1975 года был построен первый экземпляр, названный заводчанами за ядовито-зелёный металлик кузова «Крокодил Гена».
С технической точки зрения автомобиль вобрал в себя некоторые новшества — передняя подвеска типа «макферсон», независимая задняя подвеска по типу BMW 5-й серии, коробка передач с непосредственным расположением рычага на крышке (без дистанционного привода тягами, как на предыдущих «Москвичах»), блок-фары (временно позаимствованные у Opel Ascona). Всего было построено три опытных образца.
Прототип был задействован в масштабных испытаниях с участием западных аналогов, среди которых можно отметить западногерманские BMW 520 E12 и Porsche 911.
Однако в таком виде машина вряд ли могла быть утверждена для серийного производства: несмотря на то, что ее показательный образец собирал хорошие отзывы, оформление явно требовало доработки; в том числе сами дизайнеры самокритично считали его дизайн сырым.
Дальнейшим развитием серии стал макет С-2 (1976), он отличался более традиционным дизайном. В виде ходового образца не изготавливался.

Макет С-3 (октябрь 1976).

Следующий вариант — С-3 — получил третий ряд боковых окон, что придало автомобилю более гармоничный, хотя и менее динамичный облик. Эта серия прототипов уже могла быть оснащена традиционной пятой дверью, однако на заводе перестраховались и выполнили единственную машину с таким же багажником, как у С-1. Как писал дизайнер Игорь Зайцев, 

«Машина получилась привычной, без спорных деталей»

При макетировании была использована особая техника, позволявшая максимально приблизить внешний вид макета к реальному автомобилю: готовый макет оклеивали цветной плёнкой. Были и эскизы его вариантов с кузовом седан.

## Судьба серии
Дизайнеры АЗЛК считали прототип С-3 предсерийным. Однако новое руководство завода ощущало, что в мировом автомобилестроении готовится разворот к переднему приводу. В частности, главный конструктор Юрий Ткаченко немало времени провёл перед этим на западных предприятиях, в том числе и в США. Параллельно группа энтузиастов вела работы над созданием переднеприводной машины в кузове одного из прототипов С-1, причём агрегаты для неё были частично созданы на АЗЛК ещё в конце 1960-х годов. В 1977 году на предприятии был проведён исторический технический совет, где и было принято решение о том, что новое поколение советских автомобилей должно стать переднеприводным. После появления первых набросков о том, каким должен быть будущий автомобиль конструктивно, идею донесли до министерства и получили полное одобрение.
Для ускорения работ министр Виктор Поляков пообещал закупить для завода иностранный аналог. Им стал новейший французский хетчбэк SIMCA-1308, удачная модель, ставшая Автомобилем 1976 года в Европе, но выдающимся образцом мирового автомобилестроения при том не являвшаяся. Первые опытные образцы обновлённого 2141 делали именно на основе закупленных «Симок». Результатом этих работ стал финальный Москвич-2141 — последний массовый автомобиль в истории АЗЛК. Собственную же серию заднеприводных седанов сегмента D на заводе далее не развивали.
Стоит отметить, что ранние прототипы М-2141 на основе Simca всё ещё несли обозначения с буквой «С5», то есть формально относились к С-серии и являлись носителями агрегатов. Характерный дизайн передней части С-3 (смотри фото) был в какой-то мере использован в позднейших вариантах дизайна «Москвича-2141».

## В игровой и сувенирной индустрии
- В марте 2012 года фирма PCT выпустила для журнальной серии «Автолегенды СССР» издательского дома «ДеАгостини» модель Москвича-С1 в масштабе 1:43 цвета зелёный «металлик».
- В мае 2012 года фирма PCT выпустила для журнальной серии «Автолегенды СССР» издательского дома «ДеАгостини» модель Москвича-С3 в масштабе 1:43 синего цвета.